# 屏锦镇
屏锦镇，是中华人民共和国重庆市梁平区下辖的一个乡镇级行政单位。

## 行政区划
屏锦镇下辖以下地区：
兴平街道社区、新桥街道社区、屏锦村、笋沟村、柏树村、龙河村、楠木村、腰塘村、横梁村、芋禾村、新合村、竹海村、天生村、明月村、龙溪村、七桥村、和睦村、万年村、湖洋村、桂湾村和四方村。